# Николай Беломорский (фрегат)
«Николай Беломорский» («Aspri Thalassa» — белое, прекрасное) — парусный 20-пушечный фрегат Черноморского флота Российской империи.

## Описание фрегата
Длина судна составляла от 26,5 метра, ширина — 7,3 метра, а осадка — 2,9 метра. Вооружение судна состояло из 20-и орудий.

## История службы
Фрегат был куплен в одном из портов Средиземного моря и в 1792 году вошёл в состав Черноморского флота России под именем «Николай Беломорский».
Выходил в плавания в Чёрное и Азовское моря в 1797 и 1798 годах.
В июле 1799 года доставил из Николаева в Корфу 6131 пуд продовольствия для эскадры адмирала Ф. Ф. Ушакова, после чего вернулся в Севастополь. 
14 июня 1801 года вновь пришёл из Севастополя в Корфу, где присоединился к отряду капитана 1 ранга К. К. Константинова. На фрегат были погружены орудия и грузы, снятые с фрегата «Навархия», и 1 июля он вместе с отрядом покинул Корфу и ушёл в Россию. 30 июля суда отряда вошли в Дарданеллы, а 25 ноября прибыли в Константинополь, где остались на зимовку. 25 апреля следующего года отряд перешёл из Константинополя в Севастополь.
Летом 1802 года «Николай Беломорский» совершал плавания между Николаевом и устьем Кубани.
В феврале 1804 года в составе отряда капитана 1-го ранга К. С. Леонтовича вышел из Севастополя и 13 марта прибыл в Корфу с войсками и припасами на борту. С 15 сентября по 5 октября перешёл из Корфу назад в Севастополь.
В 1806 году занимал брандвахтенный пост в Николаеве. В 1807 и 1808 годах использовался для перевозки грузов между портами Чёрного моря, а после 1808 года был разобран.

## Командиры фрегата
Командирами фрегата «Николай Беломорский» в разное время служили:
- Н. А. Тизенгаузен (1797 год);
- М. Мякинин (1798—1799 годы);
- С. Ф. Дегалето (1801—1802 годы);
- Е. М. Абернибесов (1806 год);
- З. Л. Гагман (1807—1808 годы).